# Ирена Космовска
Ирена Космо̀вска (на полски: Irena Kosmowska) е полска деятелка за независимост, народна и обществена деятелка, журналистка, депутат в Законодателния сейм (1919 – 1922), както и в Сейма, I и II мандат (1922 – 1927, 1928 – 1930).

## Биография
Ирена Космовска е родена на 20 декември 1879 година във Варшава, в семейството на Ирена и Викторин Космовски. Учи в Занаятчийското училище във Варшава и Земеделското училище в Кужнице (днес част от Закопане). Продължава образованието си в Лвовския университет.

През 1906 година постъпва на работа като учителка в село Мирославице, близо до Кутно. На следващата година започва да пише за седмичника „Заране“. През 1912 година Ирена основава девическо училище в село Крашенин, близо до Люблин. През 1915 година е арестувана от руските власти и изпратена в затвор. Приета е за член на Полската народна партия „Освобождение“, и като нейна представителка е избрана за депутат в Законодателния сейм (1919). След военния преврат през 1926 година става противничка на Пилсудски. През 1930 година е осъдена на половин година затвор заради коментара си:
| „ | Подготвена съм, че може да бъда арестувана, за това което ще кажа сега, но въпреки всичко не мога да се въздържа да споделя, че господин Пилсудски е умопомрачен и ние оставаме под управлението на умопомрачен. | “ |

Преди да влезе в затвора е помилвана от президента Игнаци Мошчицки. През 30-е години е редактор в списанието „Жельони Щандар“
По време на Втората световна война работи в конспирацията, за което е арестувана от Гестапо (1942). Затворена е във варшавския затвор „Павляк“, след което е изпратена в трудов лагер край Берлин. Умира на 21 август 1945 година в немската столица.